# Кобзар (збірка)
«Кобза́р» — назва першої книги-збірки поетичних творів Тараса Шевченка 1840 року. У наш час під назвою «Кобзар» видають повне зібрання українських поезій Шевченка з додатком двох російських поем «Тризна (Безталанний)» та «Сліпа». Перші «Кобзарі», до 1908 року, містили твори тільки українською мовою. Всього за життя Шевченко створив 235 поетичних творів: віршів, поем та балад, при цьому, деякі з віршів поета мають декілька дуже відмінних один від одного варіантів, кожен з яких вважається окремим твором.

## Історія виходу
Писати вірші Т. Г. Шевченко почав ще кріпаком, за його свідченням, у 1837 році і через рік, коли він вже став вільною людиною та був зарахований студентом до Петербурзької академії мистецтв, про його пристрасть до поезії стало відомо поету Є. П. Гребінці, з яким Шевченко був знайомий з 1835 року, — під враженням від звістки про смерть у Полтаві І. П. Котляревського Шевченко написав йому посвяту «На вічну пам'ять Котляревському», яку разом з чотирма іншими поезіями передав Гребінці для публікації в його альманасі «Ластівка».
В кінці 1839 року Гребінка познайомив Шевченка зі своїм приятелем по Ніжинській гімназії відставним штаб-ротмістром, полтавським поміщиком П. І. Мартосом, небайдужою до літератури людиною, гімназійним товаришем М. В. Гоголя і дописувачем у літературні альманахи. За рекомендацією Гребінки Мартос замовив у Шевченка свій акварельний портрет і під час одного із сеансів, коли йому довелось позувати у квартирі художника, він побачив рукописи з його віршами. Вражений прочитаним, Мартос, отримавши схвальний відгук про них Гребінки, вирішив видати вірші Шевченка окремою книжкою-збіркою. Як згадував Мартос, Шевченко не відразу погодився на видання, його довелося умовляти. Надалі думки й настрої Шевченка перед виданням збірки відбилися у вірші «Думи мої, думи мої».
12 березня 1840 року Гребінка подав рукопис Шевченка на розгляд Петербурзького цензурного комітету. Спочатку книгу планували назвати «Малоросійські пісні та вірші», але потім вона була перейменована Мартосом на «Кобзар». Мартос, який ще до офіційного дозволу на випуск «Кобзаря» з друкарні у світ, подарував книжку деяким своїм знайомим. Перші примірники книги, одержані в дарунок, викликали неоднозначну оцінку — одні захоплювалися нею, а інші — різко критикували. Так, на вечорі у М. А. Маркевича в присутності Мартоса й Шевченка «Кобзар» різко розкритикував Н. В. Кукольник, який запевняв, що «напрямок „Кобзаря“ шкідливий і небезпечний». Така критика змусила Мартоса вилучити з «Кобзаря» ті місця, які могли обернутися проти нього як видавця неприємностями. Цензор П. О. Корсаков, поступившись проханню Мартоса й підписавши «Кобзаря» до друку, попередньо не прочитавши його «проблемні місця», згодом, ознайомившись з друкованим текстом, також вилучив уривки нецензурного змісту й лише після цього дав дозвіл на випуск книги у світ.
4 травня 1840 року з'явилося перше друковане оголошення про продаж «Кобзаря», який, незважаючи на високу ціну в 1 рубль сріблом, досить швидко був проданий у магазинах Петербурга. Вихід збірки, навіть урізаного цензурою, був подією великого літературно-суспільного значення. О. О. Афанасьєв-Чужбинський, який в середині XIX століття служив на Кавказі, писав: «Скрізь, де знаходив кілька українців, чи в колі чиновників, чи в якомусь полку, скрізь зустрічав я пошарпані екземпляри „Кобзаря“ та „Гайдамаків“ і повне, щире співчуття до їхнього автора». Реакція російських критиків здебільшого була агресивна: рецензент з «Сєвєрной пчєли» писав, що «особливої української мови немає», інші рецензенти називали українську мову «гібридним діалектом» «безперспективною» та «мужицькою», вважали що українська мова не має шансів на існування й вимагали заборонити розповсюдження книжки. Проти української мови й поезії Шевченка виступав і знаменитий російський критик В. Г. Бєлінський. Та попри усі упередження перше видання «Кобзаря» набуло великої популярності. Твори Шевченка потрапили до Білорусі, на Кавказ й за кордон, зокрема у Прагу. Перший «Кобзар» ще не мав відвертих закликів до революційних дій, проте весь він містив протест проти суспільної несправедливості й поривання до вільного життя. У розробці історичних тем Шевченко не уник певної ідеалізації минулого України З виходом «Кобзаря» почався новий етап у розвитку української літератури й мови. І. Я. Франко писав, що «…ся маленька книжечка відразу відкрила немов новий світ поезії, вибухла мов джерело чистої холодної води, заясніла невідомою досі в українськім письменстві ясністю, простотою і поетичною грацією вислову».
«Думи мої, думи мої, лихо мені з вами», що написана спеціально для цієї збірки і є своєрідним епіграфом не тільки до цього видання, але й до усієї творчості Шевченка. Після видання збірки й самого Шевченка почали називати «Кобзарем». Навіть і сам Шевченко деякі свої повісті почав підписувати «Кобзарь Дармограй».

## Видання

### Прижиттєві видання

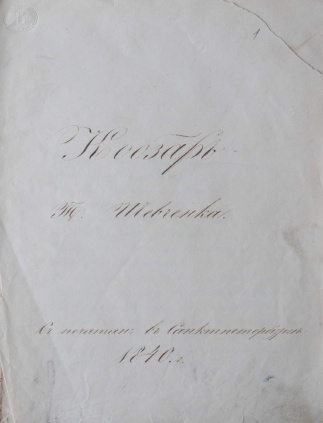
Список невідомою рукою «Кобзаря» Тараса Шевченка 1840 року

#### Перше видання
Перше видання «Кобзаря» видруковане в приватній друкарні Є. Ф. Фішера в Петербурзі накладом 1000 примірників коштом П. І. Мартоса. З них перших 100 примірників мали 115 сторінок тексту, але більшість з них, після втручання цензора, були вилучені і знищені ще до початку продажу, та близько десяти, які Шевченко подарував друзям — лишились. Нині єдиний відомий примірник, що має 115 сторінок тексту, який належав Шевченку і був вилучений у нього під час першого арешту, зберігається у Петербурзі, а решта книжок мають 114 сторінок.
До першого видання «Кобзаря» ввійшло вісім ранніх творів:
- «Думи мої, думи мої»
- «Перебендя»
- «Катерина»
- «Тополя»
- «Думка. Нащо мені чорні брови…»
- «До Основ'яненка»
- «Іван Підкова»
- «Тарасова ніч»

Шість із них були з присвятами.
Зі всіх прижиттєвих видань творів перший «Кобзар» мав найпривабливіший вигляд: якісний папір, зручний формат, чіткий шрифт. Примітна особливість цього «Кобзаря» — офорт на початку книги за малюнком В. І. Штернберга: народний співак — кобзар із хлопчиком-поводирем. Це не ілюстрація до окремого твору, а узагальнений образ кобзаря, який і дав назву збірці.
Після арешту Шевченка в 1847 році «Кобзар» був заборонений в Російській Імперії і вилучався як з бібліотек та книгосховищ, так і в окремих громадян, що зробило це видання рідкісним ще за життя поета. У світі збереглося лише кілька примірників «Кобзаря» 1840 року. Один з них (114 сторінок) зберігається у Національній бібліотеці України ім. В. І. Вернадського, ще один — в Черкаському музеї «Кобзаря», є також, в Музеї Визвольної боротьби ім. С. Бандери в Лондоні та в Бібліотеці Гарвардського університету (США). «Кобзар» переписували і навіть продавали в рукописах. Зберігся примірник «Кобзаря», переписаного і розмальованого друзями Шевченка, який вони подарували йому, замість вилученого охранкою, після повернення із заслання.
Перше видання «Кобзаря» надруковано ярижкою:
|  | … Бо васъ лыхо на свитъ на смихъ породыло, Полывалы сліозы… чомъ не затопылы… |

#### Друге видання

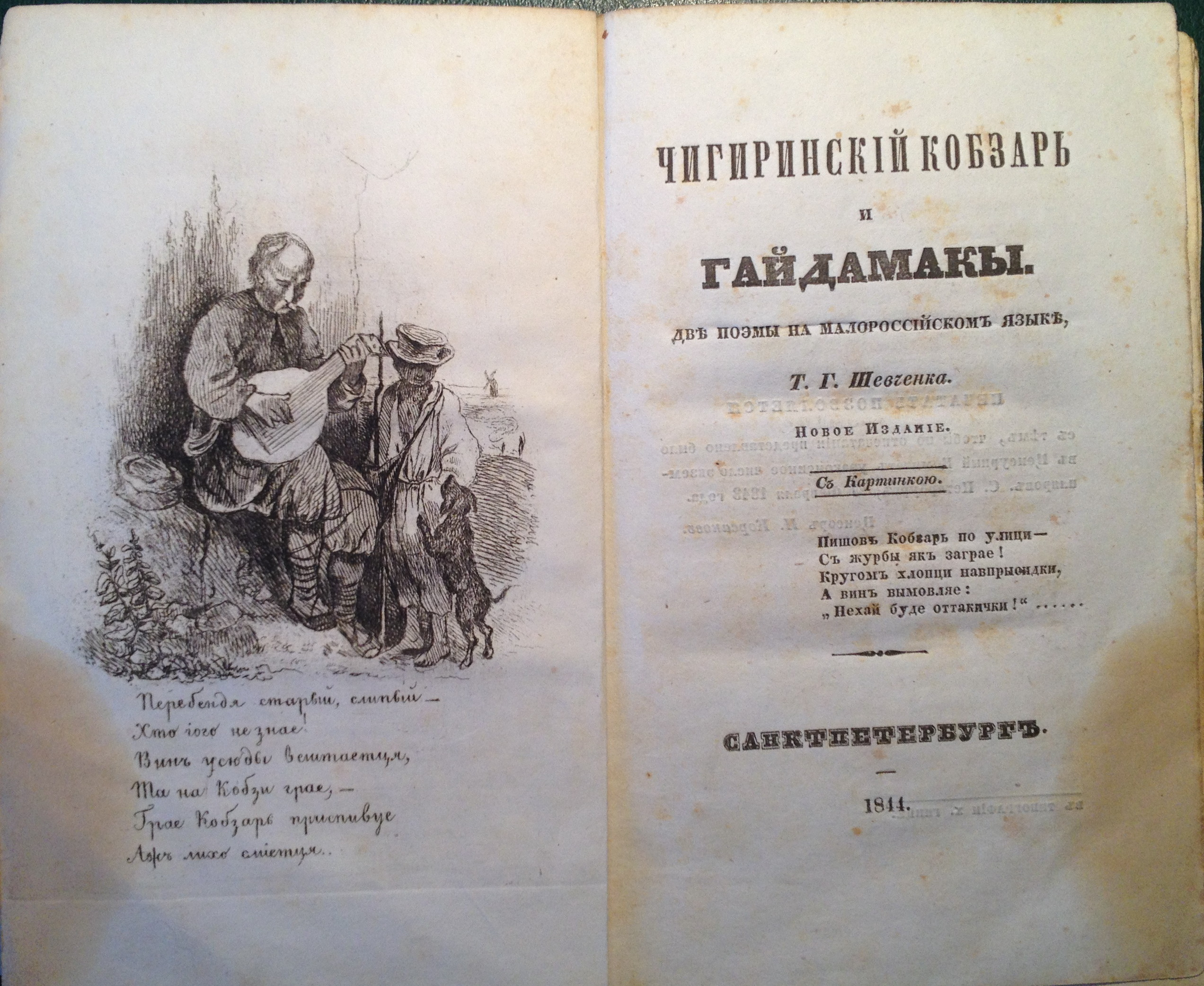
Фронтиспіс і перша сторінка «Чигиринського Кобзаря» 1844 року

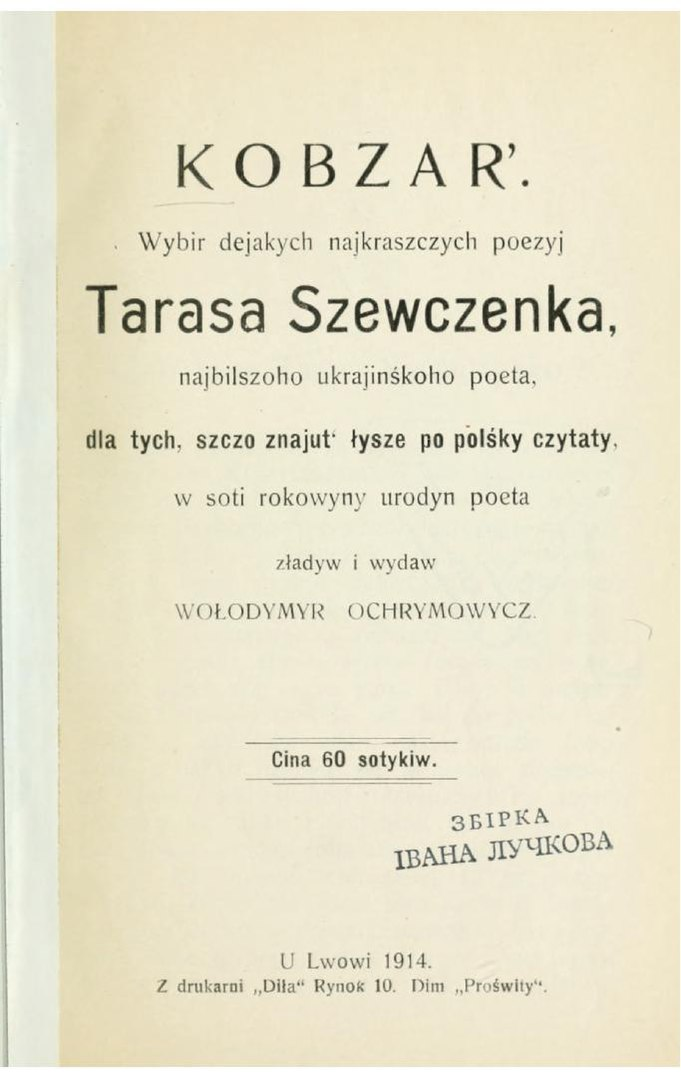
«Кобзар» виданий латинкою 1914 року

1844 року під назвою «Чигиринський Кобзар» вийшов передрук першого видання «Кобзаря» з додатком поеми «Гайдамаки».

#### Третє видання
Після повернення Шевченка із заслання в 1858 році він розсварився з П. І. Мартосом (згідно із спогадами останнього, опублікованими у 1863 році на сторінках київського журналу «Вестник Юго-Западной и Западной России», нібито за дорікання за «розгульне життя» поета) і з третього видання «Кобзаря» 1860 року, яке містило вже 17 творів і було надруковане за кошти П. Ф. Симиренка, посвята Мартосу була знята. Симиренко, з яким Шевченко познайомився під час своєї останньої подорожі Україною в 1859 році у Млієві — був відомим в Україні цукрозаводчиком і меценатом, він виділив для видання «Кобзаря» 1100 рублів. Це видання було значно повніше від попередніх: сюди увійшло 17 творів. На початку — портрет Шевченка. Проте поеми «Сон», «Кавказ», «Єретик», вірш «Заповіт» і подібні до них твори не потрапили до видання через цензуру.

#### Інші прижиттєві видання
Ряд віршів, що не увійшли через цензурні умови до «Кобзаря», друзі поета опублікували 1859 року в Лейпцизі: збірник «Новые стихотворения Пушкина и Шавченки».
Того ж 1860 року вийшов «Кобзарь» у перекладі російських поетів (Петербург, 1860 рік; переклад російською мовою за редакцією М. В. Гербеля). Це останнє видання «Кобзаря» за життя автора.

### Важливі видання XIX— початку XXст.

#### Публікації в журналі «Основа»
У січні–грудні 1861 року в журналі «Основа» (книги I—XII) за редакцією В. М. Білозерського було надруковано невпорядковану добірку 69 поезій Шевченка. Кожна з публікацій мала заголовок «Кобзар». Текст надрукований кулішівкою і має наголоси на словах із кількома складами (за винятком букви «і», на якій не завжди друкарня могла позначити наголоси з технічних причин). Книга I з'явилася за життя Шевченка, а у лютневій книзі II був опублікований некролог.
У 1867 році вийшов у світ «Кобзар», виданий на кошти російського видавця Д. Ю. Кожанчикова. Це було на той час найбільш повне видання «Кобзаря», укладене М. І. Костомаровим та Г. С. Вашкевичем. 6 червня 1867 року І. Т. Лисенков подав до Петербурзького окружного суду позов, звинувативши Д. Ю. Кожанчикова в незаконному виданні творів Шевченка. Микола Некрасов, М. І. Костомаров і О. М. Пипін виступили на суді експертами. Процес, який тривав десять років, закінчився на користь Д. Ю. Кожанчикова.
Більш розширеним (містило багато раніше не друкованих творів поета) було празьке видання «Кобзаря» 1876 року, здійснене за дорученням київської «Громади» О. О. Русовим. Він привіз до Києва з Кирилівки братів Шевченка — Йосипа й Микиту. Громадівці викупили у них право на видання всіх творів. 24 жовтня 1874 року в Києві уклали «купчу». За її умовами протягом чотирьох років Шевченки мали отримати 5 тисяч рублів — величезну на ті часи суму. 1875 року О. О. Русов виїхав до Праги, де надрукував «Кобзар» (1875—1876) у двох томах. Російська імперська цензура дозволила ввезти на територію Росії тільки перший том. У другому томі вперше з'явились 18 поезій (з Більшої книжки).
1878 — у Женеві М. П. Драгоманов видав кишеньковий варіант «Кобзаря» репринтним способом. Розмір книжки 9 на 5 см. До України книги були завезені контрабандно в упаковках з-під цигарок.
1880 — М. П. Драгоманов видав версію «Кобзаря» українською латинкою.
1889 — «Кобзар» уперше був виданий у Києві.
У 1907, 1908 та 1910 роках вийшло порівняно повне видання «Кобзаря», підготовлене українським ученим В. М. Доманицьким.
За редакцією того ж науковця 1911 року було надруковано двотомний «Кобзар» у видавництві В. І. Яковенка в Петербурзі, присвячений 50-річчю з дня смерті Шевченка. Титульну сторінку до видання з портретом Шевченка виконав І. М. Крамськой, а малюнки підготували С. М. Дудін і М. С. Ткаченко.
1914 — у Львові накладом Наукового товариства ім. Т. Г. Шевченка було здійснене репринтне видання невеликої кількості фототипій першого видання з 1840 року (114 с.), які сьогодні також є рідкісними. Відрізняються від першодруку нижчою якістю паперу. На окремій сторінці були вказані вихідні дані цього видання — видавець, рік репринтного видання, наклад. Книжки з цією сторінкою — дуже рідкісні.
1914 — вийшло видання латинкою під редакцією В. Ю. Охримовича.
1917 — у Києві, друкарнею товариства «Криниця» за адресою вулиця Хрещатик, 42, було надруковано видання у твердій обкладинці в редакції В. Доманицького з портретом і життєписом Тараса Шевченка .

### Українські видання радянського періоду

Ювілейне видання «Кобзаря» 1939 року (до 125-річчя від дня народження)

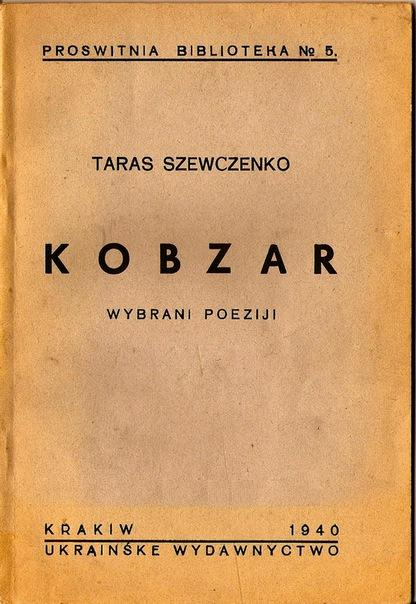
Титульний лист «Кобзаря» 1940 року, виданого латинкою

1918 — харківське видавництво «Рух» видало «Кобзар» з обкладинкою та 12 ілюстраціями-ліноритами у виконанні чеського художника К. Немеца. Для фронтиспісу він використав картину К. О. Трутовський «Шевченко над Дніпром».
1919 — вийшов «Кобзар» з обкладинкою художника М. С. Погрібняка.
1921 — М. А. Кирнарський, учень Г. І. Нарбута, «прикрасив» обкладинку «Кобзаря», який вийшов у Київському державному видавництві серпом і молотом, що мало «символізувати революційність» Шевченка.
1925 — харківське видання з подвійною назвою: «Поезія „Кобзар“ — „перша спроба дати справжній, канонічний текст Шевченка“» за редакцією І. Я. Айзенштока і М. А. Плевака.
1926 — побачив світ «Кобзар» Київського видавництва «Сяйво». Обкладинка оформлена майстром графіки А. Х. Середою за мотивами традиційної української народної картини «Козак Мамай».
1927 — видання «Кобзаря» харківської «Книгоспілки». Обкладинка А. Х. Середи (кобза у овальній формі з квітами навколо).
1927 — «Кобзар» Державного видавництва України. Обкладинка (портрет Шевченка) художника Ф. С. Красицького, внучатого небожа поета.
1928 — на замовлення видавництва «Радянське село» у Харкові вийшло видання, ілюстроване роботами Шевченка, І. С. Їжакевича, П. Д. Мартиновича, М. К. Пимоненка, О. Г. Сластіона, Б. В. Смирнова, М. С. Ткаченка та К. О. Трутовського. Художник О. І. Судомора виконав графічну роботу для обгортки «Кобзаря».
1929 — обкладинку до «Кобзаря» видавництва «Книгоспілки», виконав І. І. Падалка (школа М. Л. Бойчука).
1931 — з'явився «Кобзар», оздоблений обкладинкою й багатьма малюнками «бойчукіста» — В. Т. Седляра.
1933 — «Кобзар» із деякими змінами був перевиданий видавництвом «Література і мистецтво» в Харкові. Митець створив чіткі образи різних постатей із віршів Шевченка. Героїв «Кобзаря» — матерів, сиріт, покриток, невільників і вдовиць — Седляр наділив виразами людського болю, розпачу, протесту й теплоти материнської любові до своїх діточок.
1934 — ілюстроване видання «Кобзаря» до 120-річчя народження Шевченка, оформлене видатним графіком празької школи В. І. Касіяном. Цикл малюнків у книзі виконано на сюжети про злиденне життя кріпаків, їхню боротьбу проти кріпацтва, гірку долю жінки і важке дитинство поета. На суперобкладинці — Шевченко з книгою сидить на колоді з накинутою на плечі солдатською шинелею.
1939 — з нагоди 125-річчя Урядовий ювілейний комітет ухвалив видати у Харкові («Держлітвидав України») повну збірку поезій і п'ятитомне зібрання всіх творів. Форзац до видання виготовив В. Г. Кричевський. Над виданням оформленням працював І. С. Їжакевич. 31 малюнок Їжакевича присвячено боротьбі покріпаченого народу проти поміщиків. Малюнки надруковано засобом мецо-тинто на поліграфічній фабриці у Києві.
1962 — Академія наук УРСР видала фототипічне відтворення унікального примірника «Кобзаря» 1840 року.
Станом на 1985 рік в Україні збірка виходила 124 рази загальним накладом понад 8 мільйонів примірників.

### Видання української діаспори
1922 — у видавництві «Українське слово» у Берліні було надруковано ілюстровану збірку віршованих творів Шевченка під назвою «Кобзар» із життєписом і передмовою Б. С. Лепкого.
1940 — Українським видавництвом в Кракові було здійснене унікальне видання «Кобзаря» латинською абеткою.

### Сучасні українські видання (XXIст.)
2006 — видавництво «Видавець Корбуш» створило три «Кобзарі». Перший — колекційне видання: шкіряна оправа із золотим тисненням. Друге — доступніше, але теж вишукане. А третє — перекладене англійською. Усі три видання містять всі твори Шевченка та малюнки, слайди яких надав Національний музей ім. Т. Г. Шевченка.
2009 — київські видавництва «Дух і Літера» та «Оранта» видали «Кобзаря» Шевченка зі всіма (в тому числі з 18 кольоровими) ілюстраціями В. Т. Седляра.

2012 — видавничий центр «Просвіта» видав літературно-художнє видання «Кобзаря». Видання здійснено під гаслом — «Кобзар у кожну сім'ю».

Видання «Кобзаря» різних років (вибірково):
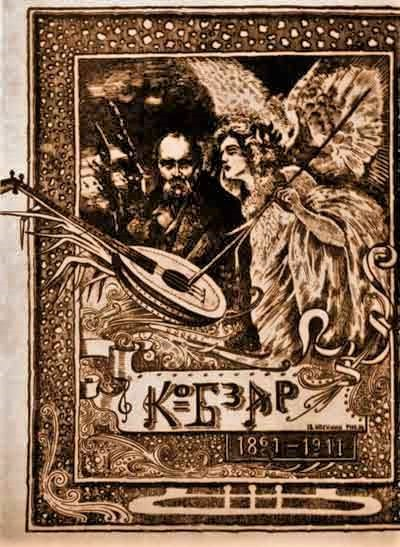
«Кобзар» (1840)
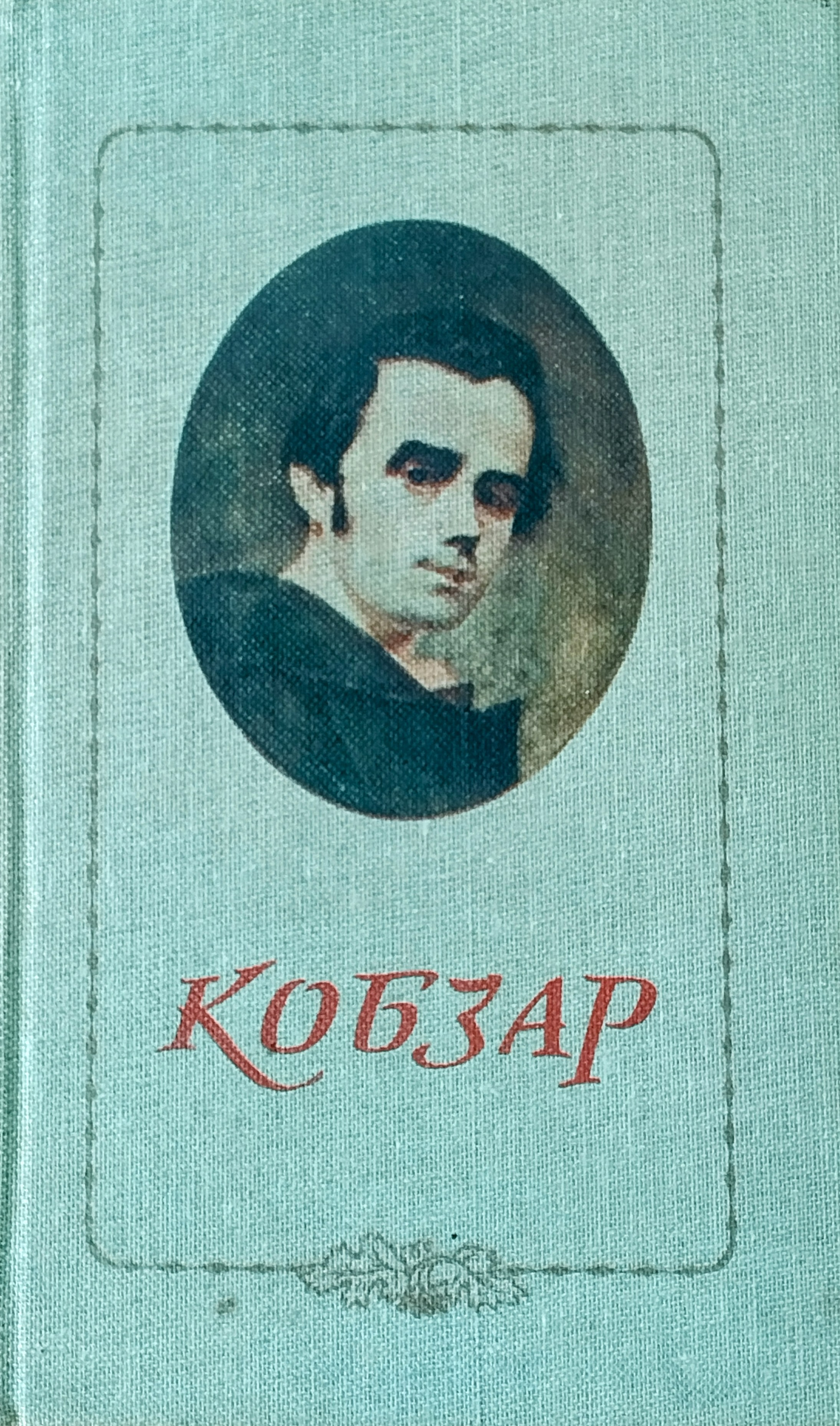
«Чигиринський кобзар» (1844)
«Кобзар» (1860)
- «Кобзар» (1866)
- «Кобзар» (1876)
- «Кобзар» (1895)
- «Кобзар» (1908)
- «Кобзар» (1911)
- «Кобзар» (1922)
- «Кобзар» (1985)
- «Кобзар» (1986)
- «Кобзар» (2002)

### Видання іншими мовами
Вибіркові поеми з «Кобзаря» перекладено понад 100 іноземними мовами.

## Інтерпретації
2001 року Видавництво імені Олени Теліги видало книгу В. З. Щербини «„Кобзар“ — Євангеліє українців». Автор зробив дослідження збірки Шевченка через призму віковічних християнських цінностей та подальшого впливу постулатів поета на формування свідомості українців.
Письменник і публіцист П. П. Ребро припускає, що у своєму «Заповіті» Шевченко змальовує пейзаж неподалік від Хортиці й саме тут просить поховати його згодом. Окрім згадки про Дніпро, кручі (якими можна назвати скелі острова над річкою) наводиться, що у першій публікації твору в «Кобзарі» в рядках «Було видно, було чути, / Як реве ревучий» — «ревучий» зазначається з великої літери. Одну з таких назв мав Ненаситець — нині затоплений поріг на Дніпрі, що за переказами був чутний за 15-20 кілометрів. Теорію П. П. Ребра підтримала письменниця О. С. Забужко. Про це вона розповіла в одному з випусків літературної програми «ЛітПроСвіт».

## Музей
У Черкасах існує єдиний у світі музей однієї книги — «Кобзаря», відкритий у травні 1989 року в меморіальній будівлі, в якій із 18 до 22 липня 1859 року жив у сім'ї Цибульських Шевченко, про що свідчить меморіальна дошка на будівлі музею.